# El-Tuweina
Die Ruinenstätte von el-Tuweina liegt nahe dem mittleren Wadi Abu Dom gut 4 km südöstlich des Brunnens von Bir Merwa im Sudan. Es handelt sich um die Reste von drei Gebäuden, die vermutlich einen (Elite-)Wohnkomplex und dazugehörige Speicher umfassen. Das Ensemble datiert vermutlich in die spätmeroitische Epoche und ähnelt den Gebäuden des post-meroitischen Herrschersitzes von el-Hobagi.
Die Ruine wurde im Jahr 2012 während einer Expedition der Universität Münster entdeckt und 2013 architektonisch dokumentiert. In den Jahren 2017 bis 2019 wurde die Ruinenstätte systematisch ausgegraben.